# چشمه پلنگان

دره پلنگان-شهرستان نی‌ریز

چشمه پلنگان، واقع در نی‌ریز در استان فارس است.
این چشمه که از دامنه کوه سلطان‌شهباز در ۲۰ کیلومتری جنوب غربی نی‌ریز سرچشمه می‌گیرد، سیراب‌کننده باغات انجیر، انار و بادام اطراف شهر نی‌ریز و باعث رونق تفرجگاه پلنگان است.منطقه پلنگان پذیرای گردشگران و حتی توریست‌ها بخصوص در فصل بهار و تابستان می‌باشد. و تفرجگاه اصلی مردم شهر نی ریز در روز 13فروردین هر سال می‌باشد.

## چشمه بشر
چشمه بِشِر،این چشمه که از دامنه کوه سلطان‌شهباز در ۲۰ کیلومتری جنوب غربی نی‌ریز سرچشمه می‌گیرد و سرچشمه رودخانه موجود در پلنگان می‌باشد.

## نگارخانه

درهٔ زیبای پلنگان
درهٔ زیبای پلنگان
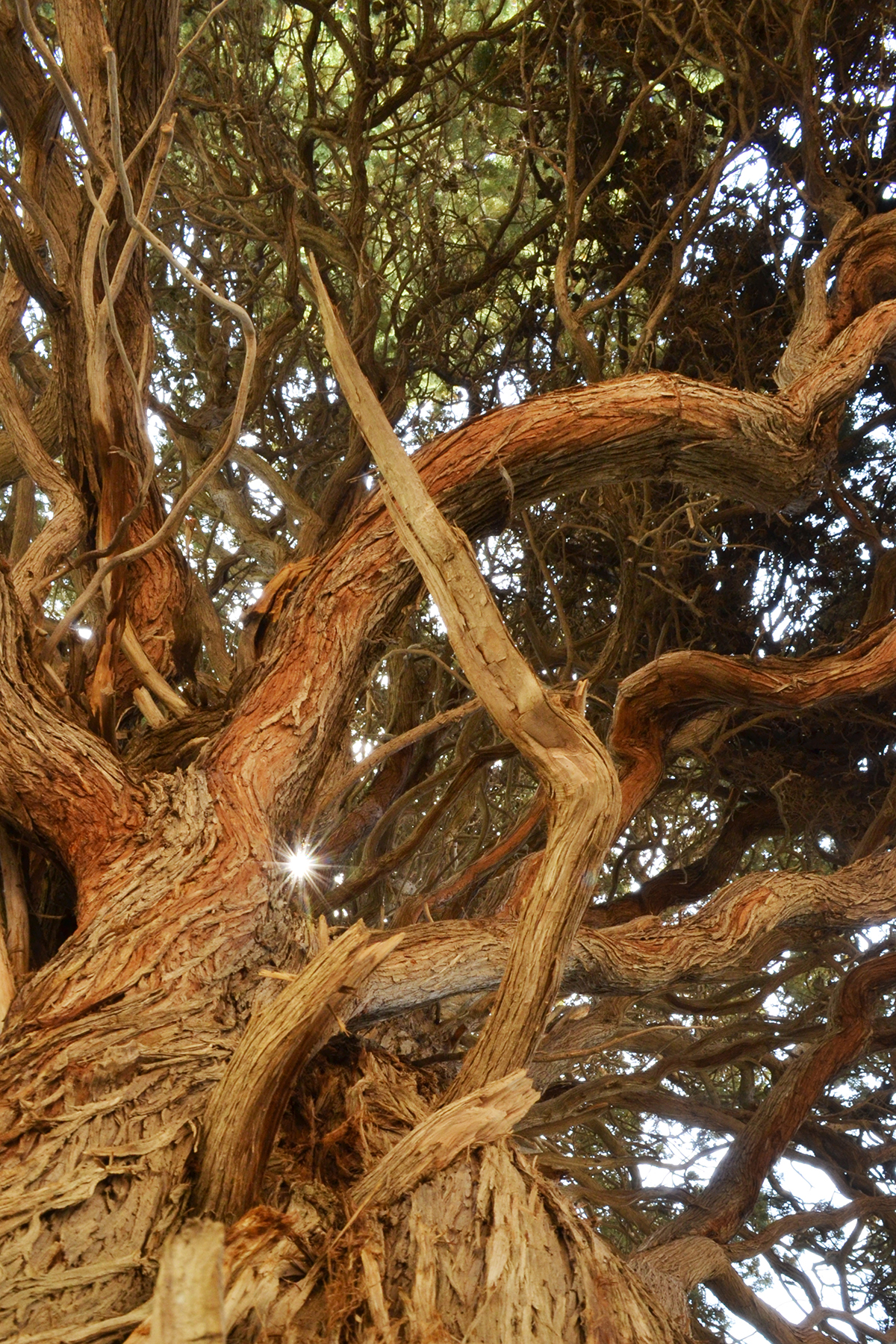
درخت سرو ایرانی واقع در درهٔ زیبای پلنگان
درخت بادام-درهٔ زیبای پلنگان
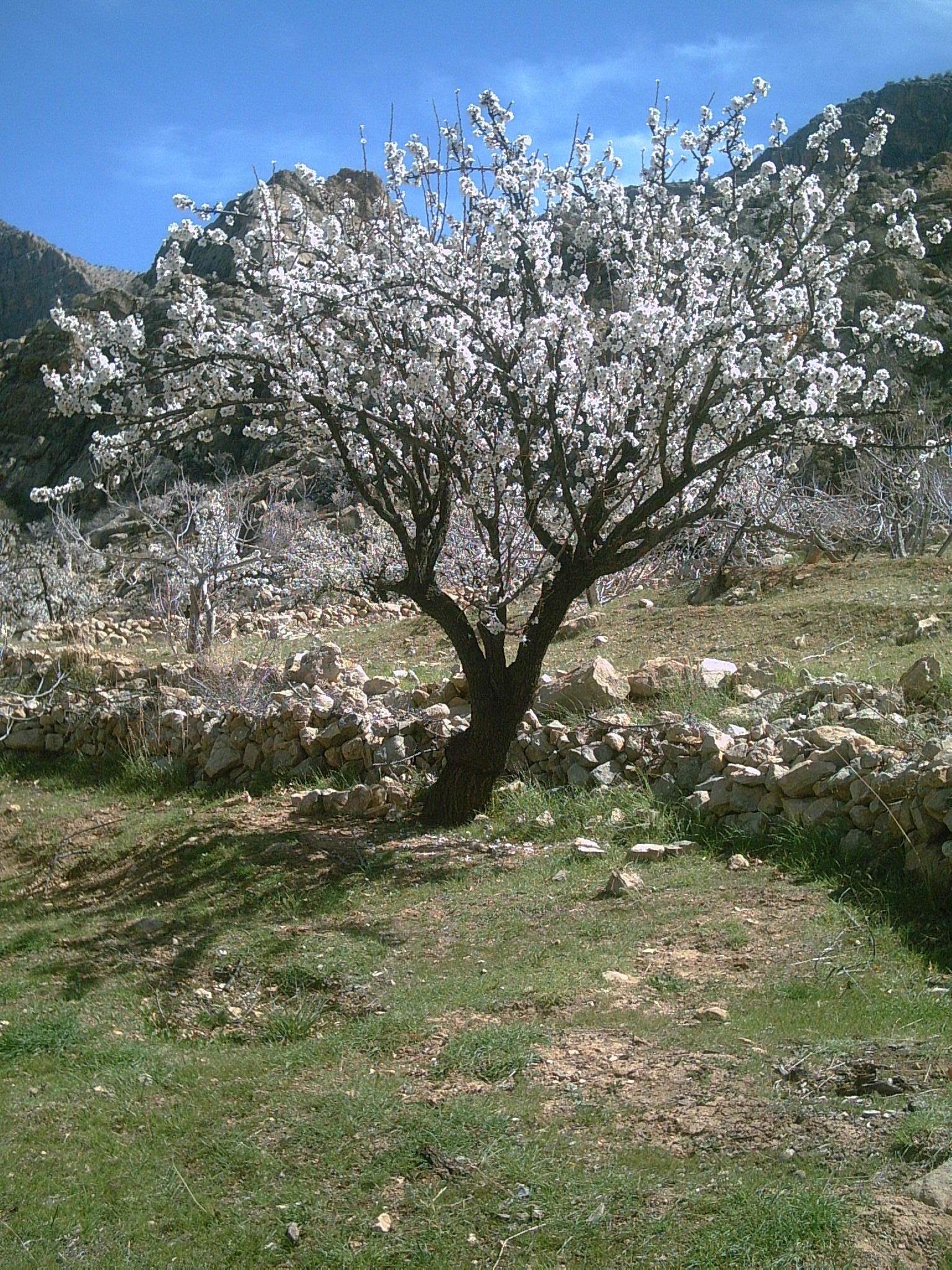
گردشگاه پلنگان در شهرستان نی‌ریز